# Albert Carel Snouckaert van Schauburg (1668-1748)
Albert Carel (des H.R.Rijksridder) Snouckaert van Schauburg, heer van Heeze, Leende en Zesgehuchten ('s-Hertogenbosch, 1 oktober 1668 - Huis Lingezicht, Leerdam, 28 januari 1748) was een officier en laatstelijk kolonel in het Staatse leger.
Snouckaert was lid van de familie Snouckaert van Schauburg en de zoon van Albert Snouckaert van Schauburg en heer van Heeze. Hij bezat onder meer een groot huis aan de Denneweg in Den Haag, d.w.z. aan dat gedeelte van de Denneweg dat nu Kazernestraat heet. Dit is vermeldenswaard omdat het huis voor 1000 gulden per jaar werd verhuurd aan Anthonie Heinsius (1641-1720), raadspensionaris van het gewest Holland en vertrouweling van Koning-stadhouder Willem III.
In 1733 vertrok hij voorgoed uit Heeze en verkocht de heerlijkheid aan François Adam de Holbach.
Albert Carel trouwde in 1709 met Ermgarda Gratiana Sweerts de Landas (1685-1754). Ze kregen een kind, namelijk kolonel-commandant Willem Carel Snouckaert van Schauburg (1717-1790).
- Biografisch Portaal: 26056905
- Digitale Bibliotheek voor de Nederlandse Letteren: snou009